# Фредман-Клюзель, Борис Оскарович
Борис Оскарович Фредман-Клюзель (1878—1959) — русский скульптор.

## Биография
Родился 27 апреля 1878 года в Санкт-Петербурге в семье купца 2-й гильдии — шведского подданного Оскара-Карла Фредмана и Натальи Клюзель (из французского дворянского рода).
Окончил второе реальное училище в Санкт-Петербурге. В 1894—1897 годах учился в Центральном училище технического рисования, затем — в Императорской Академии художеств у М. А. Чистякова и М. П. Попова. Продолжил обучение на скульптурном отделении Королевской академии изящных искусств в Стокгольме (1898—1900), в художественной школе в Карлсруэ и позже — в Париже.
В 1907 году по заданию фирмы Фаберже Фредман-Клюзель работал в Англии при королевском дворе, где выполнил незначительные работы из воска. В мае 1910 года он провёл в парижской галерее Hébrard выставку («Балет в скульптуре») из почти шестидесяти бронзовых статуэток, приуроченную к открытию русского балетного сезона. В 1910—1917 годах работал в Санкт-Петербурге и в Москве.
Работал преимущественно как скульптор-портретист, помогал А. М. Опекушину в работе над памятником Александру III в Москве. Исполнил по заказу Императорских театров бронзовые фигуры артистов. В 1916 выполнил скульптурный декор часовни на могиле актёра К. А. Варламова на кладбище Новодевичьего монастыря в С.-Петербурге.
Фредман-Клюзель был членом Товарищества художников в Петербурге; участвовал в деятельности общества «Мюссаровские понедельники»; провел персональную выставку в галерее «Лемерсье» в Москве. Участвовал в 1-й выставке скульптуры в Петрограде (1922), выставке «10 лет работы Малого театра» в Москве (1927).
После Октябрьской революции, в 1918—1919 годах работал в Стокгольме, в 1919 году перебрался в Париж. Здесь преподавал в Национальной школе декоративных искусств и выставлялся в парижских салонах, стал кавалером ордена Почётного легиона (1924).
В 1927 году был посвящён в масоны в парижской русской ложе «Астрея» № 500 Великой ложи Франции.
В 1929 поселился в Каире (район Эзбекия). Был профессором и заведующим кафедрой скульптуры на факультете изящных искусств Каирского университета имени короля Фуада. Основал в Каире Высшую школу скульптуры, в которой преподавал 12 лет.
Открыл и возглавил галерею современных изящных искусств «Эхнатор». Создал в Египте много портретов, а также ряд парковых и монументальных скульптур, в том числе памятник королю Фуаду I в Александрии, барельеф св. Георгия на верхней лестнице греческой православной церкви св. Георгия в Каире и бюст основателя Коптского музея Симайка-паши.
Умер 30 декабря 1959 года в Каире. Был женат на балерине Мариинского, а позднее Большого театра Марии Горшковой (1887—1955), подруге Анны Павловой.

## Работы
- Работы Бориса Фредман-Клюзеля представлены в Музее театрального и музыкального искусства в Санкт-Петербурге, Люксембургском музее в Париже и Британском музее в Лондоне.
- Его коллекция скульптур хранится в запасниках Музея изобразительных искусств в Гезире (Египет).

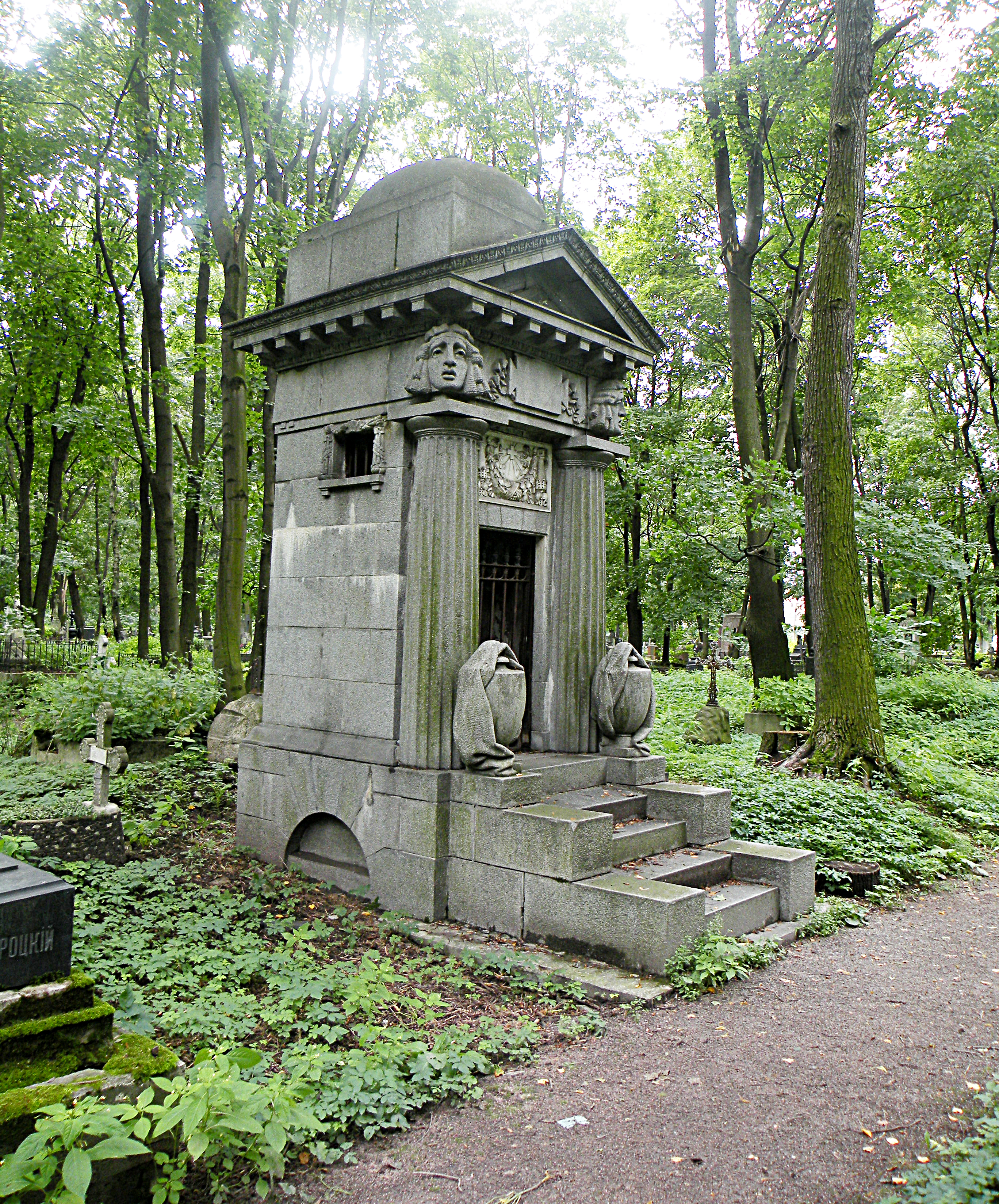
Надгробие Константина Варламова